# 부산광역시립중앙도서관
부산광역시립중앙도서관은 부산광역시 중구 소재의 도서관이다.

## 연혁
- 1990. 01. 20 부산직할시로부터 도서관 인수
- 1990. 04. 28 개관
- 1995. 01. 01 부산광역시립중앙도서관으로 명칭 변경 (지방자치법 개정)
- 1997. 02. 04 이동문고 운영
- 1998. 12. 30 향토자료실(특성화도서관) 개실
- 1999. 01. 01 부산광역시립중앙도서관 수정분관 인수
- 1999. 11. 26 부산광역시립중앙도서관 수정분관 개축 개관
- 2001. 12. 18 디지털 자료실 개실
- 2005. 07. 01 대림 평생학습마을 도서실 개실
- 2007. 01. 01 제12대 주수덕 관장 취임
- 2007. 03. 01 조직개편에 따른 부서조정 및 신설 (사서과+열람과->자료봉사과 신설, 평생학습과 신설)
- 2007. 11. 22 중앙학부모 교육원 개원
- 2008. 07. 01 제13대 김정규 관장 취임
- 2009. 06. 26 일신님 평생학습마을 도서실 개실
- 2009. 07. 01 제14대 서상교 관장 취임
- 2009. 07. 01 부산광역시립중앙도서관분관 부산영어도서관 개관
- 2009. 09. 09 신영도 롯데낙천대 평생학습마을 도서실 개실
- 2009. 12. 특수자료실 개실(연속간행물실 내)
- 2011. 01. 01 제15대 조종석 관장 취임
- 2012. 07. 11 제16대 김경자 관장 취임
- 2014. 01. 01 제17대 송근향 관장 취임

## 이용 안내
이용 시간
- 일반열람실: 매일 07:00 ~ 23:00
- 어린이실: 월·토요일 09:00 ~ 18:00 / 화~금요일 09:00 ~ 20:00(20:00~22:00 1, 2자료실 통합운영) / 일요일 09:00 ~ 17:00
- 연속간행물실, 부산자료실: 월~토요일 09:00 ~ 18:00 / 일요일 09:00 ~ 17:00
- 종합자료실, 문학언어역사자료실: 월·토요일 09:00 ~ 18:00 / 화~금요일 09:00 ~ 22:00 / 일요일 09:00 ~ 17:00
- 디지털자료실: 월~토요일 09:00 ~ 18:00 / 일요일 09:00 ~ 17:00

휴관일
- 매월 첫째, 둘째 월요일
- 일요일을 제외한 관공서의 공휴일(단, 일요일이 공휴일 경우에는 휴관)
- 관장이 도서의 정리 및 기타 사유로 휴관이 필요하다고 인정하는 날